# Valery Saykin
Valeríy Timoféevich Sáykin (en ruso: Вале́рий Тимофе́евич Са́йкин) (Moscú, 3 de agosto de 1937 - Moscú, 8 de junio de 2024) soviético y ruso, político estatal y partidista, director general de la Fábrica de automóviles ZIL (1982-1986, 1992-1995), presidente del Comité Ejecutivo del Consejo Municipal de Diputados Populares de Moscú (1986-1990), diputado de la Duma Estatal de la Federación Rusa de la III Convocatoria (1999-2003). Bicampeón de la URSS en lucha clásica.

## Biografía
Nació en el pueblo de Kozhukhovo (Moscú, Yuzhnoportovy) en una familia numerosa de trabajadores, ruso. El menor de 6 hijos. Su padre fue movilizado en el Ejército Rojo en los primeros días de la guerra y murió en el frente a finales de 1941.
Después de terminar la escuela primaria Nº 509 en 1952, ingresó en el Instituto Técnico de Mecánica Automotriz de Moscú (MAMT). Practicó lucha clásica en la sección deportiva del DSO "Torpedo". Al terminar el instituto en 1956, fue llamado al servicio militar obligatorio, pero el DSO "Torpedo" lo mantuvo para defender el honor de la fábrica en el tapiz de lucha. Bicampeón de la URSS en lucha clásica (entre jóvenes).
En ese momento, se unió a la fábrica de automóviles ZIL como moldeador del taller de fundición.
Posteriormente trabajó como maestro del área de fundición precisa, ingeniero tecnológico, ingeniero tecnológico senior del taller de fundición, subdirector del taller, jefe de la parte técnica del cuerpo de hierro gris y luego como jefe metalúrgico. En 1964, sin dejar la producción, se graduó del Instituto de Maquinaria y Tecnología a Distancia de toda la Unión (VZMI) en la especialidad "máquinas y tecnología de producción de fundición" En 1966, se unió al PCUS.
El 13 de julio de 1971, ZIL se convirtió en la Asociación de Producción (PO ZIL), que incluía 17 fábricas. Ese mismo año, V. Saykin fue nombrado subdirector jefe de ingenieros de la PO "ZIL" para la producción metalúrgica.
Desarrolló nuevos procesos tecnológicos. 10 de sus trabajos fueron posteriormente reconocidos como inventos y protegidos por certificados de autor. Por el desarrollo de la tecnología de fundición de hierros de refundición, recibió el título de laureado del Premio Estatal de la URSS.
Desde 1981 — primer subdirector general, y en 1982-1986 — director general de la PO "ZIL"
Diputado del Soviet Supremo de la URSS (1984-1989).
El 3 de enero de 1986, por iniciativa del primer secretario del Comité de Moscú del PCUS Yeltsin, que visitó la PO "ZIL", fue elegido presidente del Comité Ejecutivo del Consejo Municipal de Diputados Populares de Moscú.
Miembro del CC del PCUS en 1986-1990.
El 13 de abril de 1990 fue nombrado primer subdirector del Consejo de Ministros de la RSFSR. Sin embargo, trabajó en este cargo solo durante 3 meses Desde agosto de 1990 hasta abril de 1991 — primer subdirector del Buró del Consejo de Ministros de la URSS para la ingeniería mecánica
En abril de 1991 fue nombrado subdirector del Comité Estatal de la URSS para la ingeniería mecánica.
El 12 de junio de 1991, se postuló para el cargo de Alcalde de Moscú. Perdió las elecciones, quedando en segundo lugar entre los candidatos a este puesto (16,3 %), perdiendo ante Gavriil Popov (65,3 %).
En el cargo de subdirector del Comité Estatal de la URSS para la ingeniería mecánica, trabajó solo unos pocos meses, hasta agosto, cuando ocurrió el golpe de agosto.
En otoño de 1991, regresó a "ZIL" como ingeniero jefe. 1992-1995 — director general, luego — presidente de AO "AMO-ZIL".
De 1996 a 1999 — presidente del Comité de Asuntos de Insolvencia (Quiebra) del Gobierno de Moscú (director de la agencia territorial para la ciudad de Moscú del Servicio Federal de Rusia para la reestructuración financiera y la quiebra).
Diputado de la Duma Estatal de la Federación Rusa de la III Convocatoria del PCFR en 1999-2003. En 2005, fue elegido diputado de la Duma de la Ciudad de Moscú (PCFR) en el distrito electoral de Zamoskvoretsky.

## Premios y títulos
- Orden de Honor (Rusia).[14]
- Orden de Lenin.[5]
- Orden de la Revolución de Octubre.[5]
- Orden de la Bandera Roja del Trabajo. [15]
- Orden de la Amistad de los Pueblos.[16]
- Medalla Conmemorativa por el Centenario del Natalicio de Lenin.[17]
- Medalla de la Distinción Laboral.[15]
- Medalla Conmemorativa del 850.º Aniversario de Moscú.[15]